# Tilletia brefeldii
Tilletia brefeldii är en svampart som beskrevs av Vánky 2004. Tilletia brefeldii ingår i släktet Tilletia och familjen Tilletiaceae.   Inga underarter finns listade i Catalogue of Life.